# 福雷卡里亞省
福雷卡里亞省是西非國家畿內亞的33個省之一，位於該國西南部，由金迪亞大區負責管轄，首府設於福雷卡里亞，北臨杜布雷卡省、科亞省和金迪亞省，東接塞拉利昂，西鄰大西洋，面積4,200平方公里，人口約136,000。